# Sacha Clémence
Pour les articles homonymes, voir Clémence (homonymie).
Sacha Clémence, né le 1er juin 1988 à Dijon, est un footballeur français. Il évolue au poste d'attaquant.

## Biographie

### Débuts et carrière amateur
Né le 1er juin 1988 à Dijon, Sacha Clémence est formé au Stade bordelais, où il évolue durant cinq saisons, et où il découvre le championnat de France amateur. De 2006 à 2008, il marque ainsi sept buts en quarante apparitions à ce niveau. Âgé de 20 ans, son émergence lui vaut l'intérêt du club professionnel des Girondins de Bordeaux, dont il intègre l'équipe réserve en CFA durant deux saisons. Au sein d'un effectif où il doit faire face à une grosse concurrence, et manquant, de son propre aveu, de maturité, il ne parvient pas à s'imposer et à obtenir sa chance avec les professionnels. Néanmoins, il dispute près de soixante matchs avec la réserve bordelaise, et marque à quatorze reprises.
En 2010, Sacha Clémence retourne dans un club amateur en signant à l'USJA Carquefou, toujours en CFA. Mais il n'y joue qu'une rencontre durant la saison 2010-2011, car il est victime d'une double luxation de la rotule gauche peu de temps après son arrivée. Opéré du genou à deux reprises, l'attaquant reste éloigné des terrains pendant un an. Il rejoint alors le Vannes Olympique Club, mais est alors sujet à plusieurs pépins musculaires qui continuent d'entraver sa progression,. De retour sur les terrains pour la deuxième partie de la saison, il s'entraîne à plusieurs reprises avec l'effectif professionnel, qui dispute le championnat National, mais ne rentre pas dans les plans de l'entraîneur Stéphane Le Mignan, et ne joue qu'avec l'équipe réserve en CFA2. Il y dispute quinze matchs et marque quatre buts.
Après son unique saison au Vannes OC, Sacha Clémence envisage dans un premier temps de retourner en Gironde, mais signe finalement à la Saint-Colomban Locminé, et poursuit sa carrière en CFA2, afin de se relancer. Avec le club morbihannais, il obtient le temps de jeu qu'il recherchait, et enchaîne les buts. Réalisant une saison pleine, avec seize buts marqués en vingt-quatre matchs disputés, il réussit à se révéler sous les couleurs locminoises,. En juin 2013, il finit par retourner à l'USJA Carquefou, monté entretemps en National. À ce niveau, il marque onze buts avec le club ligérien, mais ce dernier choisit, pour raisons financières, d'abandonner le National à l'issue de l'exercice 2013-2014, et de repartir en division d'honneur. Sacha Clémence quitte alors Carquefou pour rejoindre le SCO d'Angers, suivant le même chemin que le défenseur Romain Thomas un an plus tôt.

### Carrière professionnelle
Avec le SCO d'Angers, Sacha Clémence signe son premier contrat professionnel, d'une durée de deux ans. En Ligue 2, il participe aux bonnes performances du club angevin, qui finit par obtenir sa promotion dans l'élite à l'issue de la saison 2014-2015. Auteur de cinq buts durant la saison, il inscrit notamment un doublé lors de la dernière journée de championnat face au Nîmes Olympique, lors du match qui scelle la remontée du SCO en Ligue 1,. Néanmoins, il subit à Angers la concurrence de Jonathan Kodjia, et est souvent replacé par Stéphane Moulin sur le côté droit de l'attaque. Conscient que son temps de jeu sera réduit en Ligue 1, Sacha Clémence décide de quitter le SCO, et reste en Ligue 2 en signant pour trois saisons à l'US Créteil-Lusitanos, malgré des contacts avec le Paris FC. Mais le 11 septembre 2015, il est victime d'une luxation de la rotule droite lors d'un déplacement de l'équipe cristolienne au stade Auguste-Bonal, face au FC Sochaux-Montbéliard, et est opéré deux mois plus tard. Après sept mois d'absence, il fait son retour à la compétition en avril 2016, et parvient à disputer un total de onze matchs de championnat avec Créteil sur l'ensemble de la saison. Mais cette dernière s'achève sur une relégation du club cristollien en National.
Après avoir joué les trois premières journées de National avec Créteil, il quitte le club francilien et s'engage le 30 août 2016, pour deux ans, avec le Tours FC, qui évolue pour sa part en Ligue 2.
Le 7 septembre 2018, il quitte la France pour s'engager avec le club roumain du FC Dunărea Călărași.

## Statistiques
| Saison                | Club                  | Championnat           | Championnat | Championnat | Coupe nationale | Coupe nationale | Coupe de la Ligue | Coupe de la Ligue | Total | Total |
| Saison                | Club                  | Division              | M.          | B.          | M.              | B.              | M.                | B.                | M.    | B.    |
| 2014-2015             | Angers SCO            | Ligue 2               | 28          | 5           | 2               | 0               | -                 | -                 | 30    | 5     |
| 2015-2016             | US Créteil-Lusitanos  | Ligue 2               | 11          | 3           | -               | -               | 1                 | 0                 | 12    | 3     |
| 2016-2017             | US Créteil-Lusitanos  | National              | 3           | 0           | -               | -               | -                 | -                 | 3     | 0     |
| 2016-2017             | Tours FC              | Ligue 2               | 25          | 2           | 1               | 0               | -                 | -                 | 26    | 2     |
| 2017-2018             | Tours FC              | Ligue 2               | 16          | 0           | 1               | 0               | 3                 | 0                 | 20    | 0     |
| Total sur la carrière | Total sur la carrière | Total sur la carrière | 83          | 10          | 4               | 0               | 4                 | 0                 | 91    | 10    |